# لئونارد موچرو ماینا
لئونارد موچرو ماینا (انگلیسی: Leonard Mucheru Maina؛ زادهٔ ۱۳ ژوئن ۱۹۷۸) دونده دو استقامت کنیایی‌تبار اهل بحرین است.